# Cho Jeong-ki
Cho Jeong-ki (geboren in der Provinz Gwangju, Südkorea) ist ein südkoreanischer Opernsänger (Tenor).

## Leben
Cho war Finalist des Internationalen Gesangswettbewerbs Köln sowie Empfänger einer Vielzahl weiterer Preise. Erste größere Erfahrung auf der Opernbühne und als Oratoriensänger erwarb er sich v. a. in Südkorea, z. B. als Mengone in Joseph Haydns Lo speziale und als Don José in Georges Bizets Carmen, sowie mit dem Tenorsolo in Georg Friedrich Händels Messiah und Ludwig van Beethovens Christus am Ölberge.
Seit der Spielzeit 2008/09 ist Cho Mitglied des internationalen Opernstudios der Oper Köln und tritt u. a. als Yamadori in Giacomo Puccinis Madama Butterfly und junger Seemann in Richard Wagners Tristan und Isolde sowie in Produktionen der Kinderoper auf.